# یومی سوگیموتو
یومی سوگیموتو (به ژاپنی: 杉本 有美، Sugimoto Yumi) متولد ۱ آوریل ۱۹۸۹)، یک مدل، بازیگر و خواننده اهل ژاپن است. او در حال حاضر با آژانس استعدادیابی Face Planning همکاری دارد.

## پیشه

### حرفه مدلینگ
سوگیموتو فعالیت خود را در زمینه مدلینگ از دوران دبستان آغاز کرد. او در یک مسابقه استعدادیابی برای مجله مانگای دخترانه ریبون شرکت کرد و به عنوان برنده جایزه بزرگ انتخاب شد.

### حرفه بازیگری
در ژوئیه ۲۰۰۷، او اولین نقش اصلی خود را در سریال درام Boys Esté از شبکه تلویزیونی توکیو دریافت کرد. آخرین نقش شناخته‌شده از او، شخصیت Miu Sutō / Go-on Silver در سریال توکوساتسوی Engine Sentai Go-onger (۲۰۰۸) از شبکه تلویزیونی آساهی بود. او همچنین در فیلم گروه دختران کوهستان به کارگردانی تاک ساکاگوچی، نوبورو ایگوچی و یوشیهیرو نیشیمورا ایفای نقش کرده است.

### حرفه موسیقی
سوگیموتو علاوه بر اجرای ترانه‌های شخصیت‌های سریال‌هایی مانند Engine Sentai Go-onger، علاقه زیادی به تولید موسیقی داشت. او اولین تک‌آهنگ خود به نام "Harukoi" را که توسط Tomosuke Funaki ساخته شده بود، در ۱۷ فوریه ۲۰۱۰ منتشر کرد.

## زندگی شخصی
سوگیموتو در سال ۲۰۱۶ با یک مرد غیر مشهور ازدواج کرد، اما آنها در جولای ۲۰۱۹ طلاق گرفتند. 

## فیلم شناسی

### فیلم
| سال  | عنوان                                                   | نقش                   | توزیع کننده | مراجع |
| ---- | ------------------------------------------------------- | --------------------- | ----------- | ----- |
| 2008 | موتور Sentai Go-onger: Boom Boom! بنگ بنگ! GekijōBang!! | Miu Sutō/Go-on Silver | تویی        |       |
| 2009 | موتور Sentai Go-onger در مقابل Gekiranger               | Miu Sutō/Go-on Silver |             |       |
| 2010 | Samurai Sentai Shinkenger vs Go-onger: GinmakuBang!!    | Miu Sutō/Go-on Silver |             |       |
| 2010 | تیم دختران جهش یافته                                    | رین                   | نیک کاتسو   |       |

### درام موبایل
| سال  | عنوان                                                | نقش | شبکه | یادداشت های دیگر | مراجع |
| ---- | ---------------------------------------------------- | --- | ---- | ---------------- | ----- |
| 2007 | 100 صحنه بدون کوی (100 صحنه عاشقانه) [100シーンの恋] |     |      |                  |       |

### درام وب
| سال  | عنوان                                               | نقش | شبکه | یادداشت های دیگر | مراجع |
| ---- | --------------------------------------------------- | --- | ---- | ---------------- | ----- |
| 2008 | شاهزاده قورباغه بهار و پاییز [春と秋のカエルの王子] |     |      | ژوئن             |       |

### انیمه
| سال  | عنوان                          | نقش    | شبکه          | یادداشت های دیگر | مراجع |
| ---- | ------------------------------ | ------ | ------------- | ---------------- | ----- |
| 2009 | <i id="mwAQs">کوچو بورانکو</i> | مایومی | تلویزیون فوجی | پرستار           |       |

## مرحله
- موزیکال Nakano Blondys (12–20 مارس 2008، Space Zero)

## دی وی دی
- Yumi Sugimoto -Flowering- (منتشر شده در می 2006)
- Yumi Sugimoto -Morning Star- (منتشر شده در ژانویه 2007)
- یومی سوگیموتو -سفر هیتوری سوگیموتو یومی 19 ساله- (منتشر شده در سپتامبر 2008)

## دیسکوگرافی
- Harukoi Hana Taipu (ハルコイ 花タイプ؟) (released February 17, 2010)

## لینک های خارجی
- Official profile under IS Field (به ژاپنی)
- Official profile under Fauvism Entertainment (به ژاپنی)
- Personal blog بایگانی‌شده  در ۲۰۰۸-۰۳-۰۴ توسط Wayback Machine (به ژاپنی) (January 1st 2018 to )